# KGM Commercial
KGM Commercial — южнокорейский производитель электробусов и транспортных средств со штаб-квартирой в Хамяне, работающий с 2017 года. Принадлежит южнокорейскому автопроизводителю KG Mobility.

## История
В 1998 году южнокорейская компания Hankuk Fiber, специализирующаяся на производстве городских автобусов, решила создать подразделение, ориентированное на разработку электробусов с учетом потребностей парка общественного транспорта отечественных мегаполисов.
В 2015 году компания была поглощена китайской Taichi Green Motors.  Эта сделка вызвала осложнения, которые побудили менеджеров электротехнического подразделения в 2017 году отделиться и создать отдельную компанию под названием Edison Motors. В последующие годы компания сосредоточилась на производстве автобуса Fitbird, который стал популярен в общественном транспорте Южной Кореи.
На выставке Future Auto Expo 2017 компания также представила небольшой электромобиль Smart T1.0, который стал ответом компании, на Kia Bongo. После нескольких задержек компания наконец приступила к производству автомобиля в 2021 году. Тем временем генеральный директор Edison Motors также объявил о планах стать ведущим производителем электромобилей, конкурирующим с Tesla.

### Покупка SsangYong
В октябре 2021 года появилась информация о планах Edison Motors купить автомобилестроительную компанию SsangYong Motor, находящуюся в кризисе с 2020 года после объявления компании о неплатежеспособности. Купив пакет акций индийской Mahindra & Mahindra, компания Edison Motors в случае удачной сделки выразила намерение постепенно изменить профиль производителя внедорожников и кроссоверов, со временем сделав SsangYong производителем полностью электрических автомобилей.
Сумма сделки изначально должна была быть сопоставима с той, за которую его приобрел нынешний индийский владелец 11 лет назад, — примерно $260 млн. Позже SsangYong должна была быть приобретена компанией Edison Motors в январе 2022 года после положительного решения южнокорейского суда, позволившего приобрести полную долю акций автопроизводителя на общую сумму $224 млн. Однако Edison Motors не выполнила свои обязательства по выплате обещанных средств от покупки акций в установленный срок, в результате чего SsangYong отменила сделку по поглощению и начала поиск нового инвестора.

### Поглощение и смена названия
Всего через год после неудачного поглощения SsangYong компанией Edison Motors, которая в конечном итоге была куплена чеболем KG Group и переименована в KG Mobility, произошло обратное. Edison Motors была выкуплена KG Mobility, в октябре 2023 года став её филиалом, производящим электробусы под новым названием – KGM Commercial.

## Модельный ряд
- KGM Smart

### Исторический модельный ряд

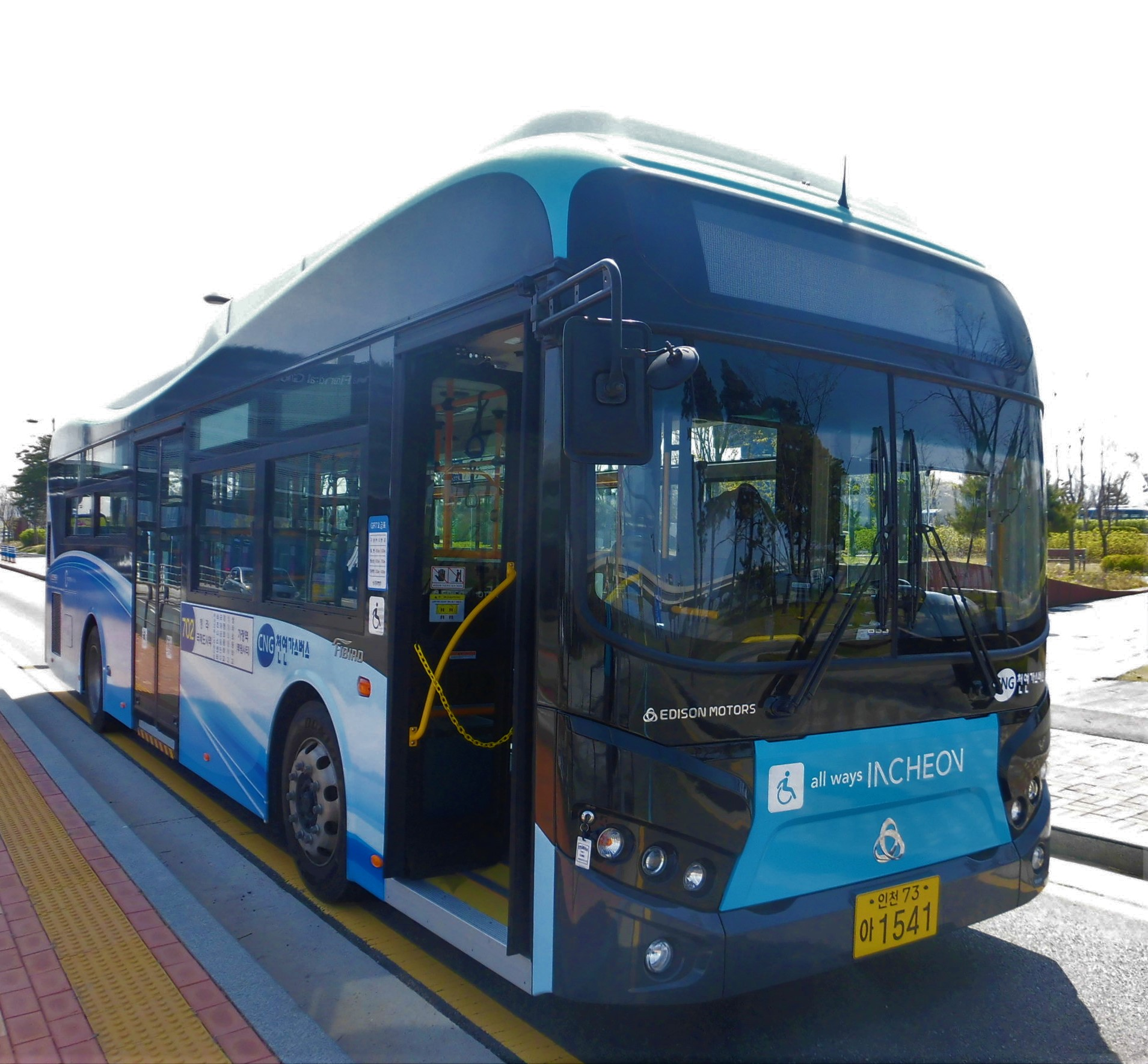
Edison Fibird в Инчхоне

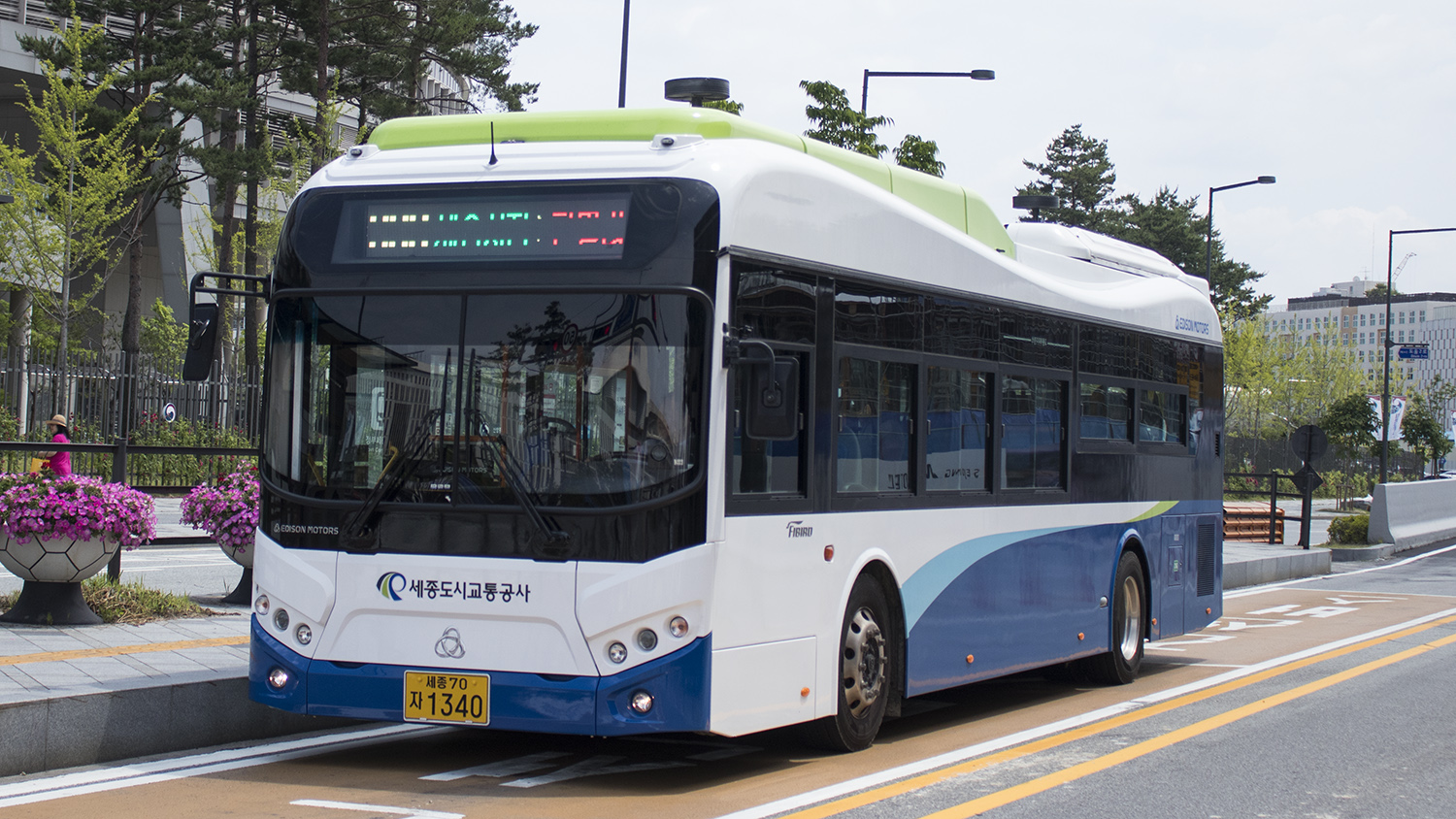
Edison Fibird в Седжоне

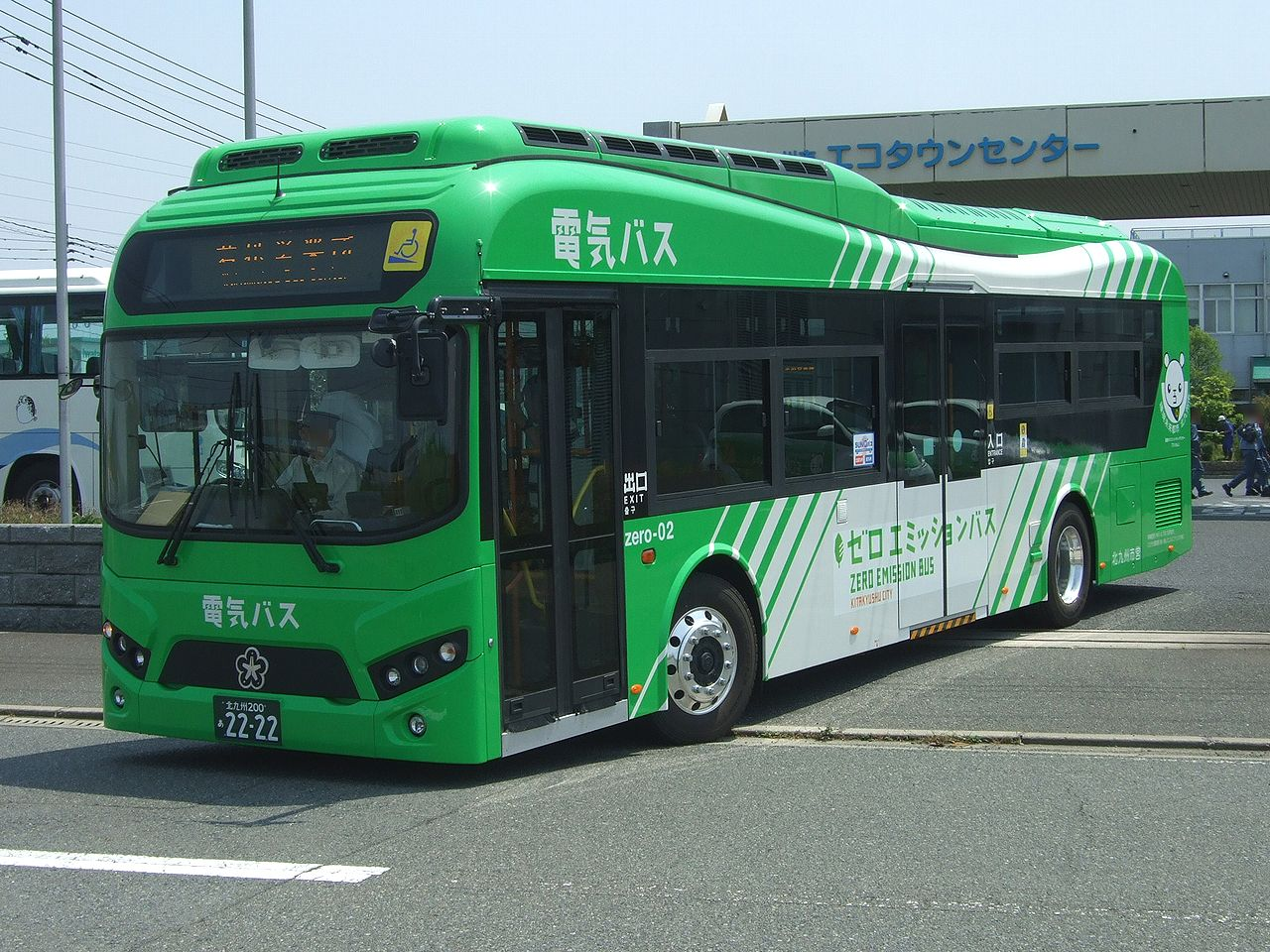
Edison Fibird в Японии

- Edison Fibird (2017–2021)
- Edison Smart 110 (2020–2023)
- Edison Smart T1.0 (2021–2023)